# 広見町 (岐阜県)
広見町（ひろみちょう）は、かつて岐阜県可児郡にあった町である。
1955年に新設合併により可児郡可児町となり、後に市制施行し可児市となっている。広見町は可児市の中心となった町のひとつであり、現在の可児市東部に相当し、可児市役所の所在地である。

## 歴史
- 江戸時代末期、この地域は美濃国可児郡に属し、天領、尾張藩領、旗本領が混在する地であった。
- 1868年（明治元年）時点で、後に広見町になる村は、村木村、乗里村、下田尻村、伊川村、山岸村、田尻村、小作村、瀬田村、石森村、石井村、柿田村、東柿田村、渕之上村、平貝戸村であった。
- 1874年（明治7年）9月 - 村木村、乗里村、下田尻村、伊川村、山岸村、田尻村、小作村が合併し、伊香村になる。
- 1885年（明治8年）1月 - 柿田村と東柿田村が合併し、柿田村になる。
- 1889年（明治22年）7月1日 - 伊香村、瀬田村、石森村、石井村、柿田村、渕之上村、平貝戸村が合併し、広見村になる。
- 1924年（大正13年）1月1日 - 広見村が町制施行し、広見町になる。
- 1955年（昭和30年）2月1日 - 今渡町、土田村、久々利村、平牧村、春里村、帷子村と合併し可児町となる。同日、広見町廃止。

## 学校
- 広見町立広見小学校 （現・可児市立広見小学校）
- 組合立中部中学校 （現・可児市立中部中学校）

## 交通
- 国鉄太多線
  - 広見駅[1]
- 名古屋鉄道広見線
  - 新広見駅[2]、学校前駅、伏見口駅[3]